# Lulewiczki
Lulewiczki (niem. Neu Lülfitz) – wieś sołecka w Polsce położona w województwie zachodniopomorskim, w powiecie białogardzkim, w gminie Białogard. W latach 1975–1998 wieś należała do województwa koszalińskiego. W roku 2007 wieś liczyła 105 mieszkańców.

## Geografia
Wieś leży ok. 2,5 km na północ od Białogardu, przy drodze wojewódzkiej nr 166.

## Historia
W roku 1856 we wsi w 31 domostwach mieszkało 206 osób, w roku 1933 mieszkało 188 osób, w roku 1939 wieś liczyła 40 gospodarstw a liczba mieszkańców spadła do 173 osób.

## Gospodarka
Wieś zaopatrywana jest w wodę z ujęcia w Redlinie.
Rolnicy uprawiają większe areały warzyw.

## Turystyka
W Lulewiczkach znajduje się stadnina koni oferująca możliwość nauki jazdy konnej.

## Komunikacja
W miejscowości znajduje się przystanek komunikacji autobusowej.